# Ciriacremum daubicatum
Ciriacremum daubicatum är en insektsart som beskrevs av Jennifer L. Hollis 1976. Ciriacremum daubicatum ingår i släktet Ciriacremum och familjen rundbladloppor.
Artens utbredningsområde är Ghana. Inga underarter finns listade i Catalogue of Life.